# Paris université club
 (octobre 2023).
Le Paris Université Club (PUC) — officiellement « Paris Université Club - Cité Internationale Universitaire de Paris » — est un club omnisports associatif français créé à Paris en 1906. Installé historiquement au Stade Charléty, il est aujourd'hui implanté dans d'autres installations sportives. Le PUC compte plus de 9500 licenciés répartis dans plus de 45 sections sportives différentes. Il est adhérent de la Fédération française des clubs omnisports. L'association est reconnue d'utilité publique par un décret du 25 mars 1924.

## Historique
Le Paris Université Club, club sportif amateur omnisports, fut fondé le 1er mai 1906, au Café Voltaire, par une soixantaine d’étudiants.
Né de la fusion entre l’Association sportive amicale des Scolaires de Paris et de l’Association sportive des Étudiants de Paris, le Paris Université Club s’est donné pour mission de proposer la pratique sportive aux étudiants de Paris à moindre coût.
Eugène Olivier, escrimeur et interne en médecine au sein des hôpitaux de Paris, devint le premier président du Paris Université Club, qui comptait également 60 membres fondateurs.
Les couleurs historiques du PUC, violet et blanc, furent aussitôt adoptées par les membres fondateurs : elles symbolisent les couleurs universitaires – le blanc pour la connaissance et la pureté, le violet pour la modestie et la croissance personnelle.
Louis Lebel, membre fondateur du PUC, créé le premier blason du club : un écusson violet paré de bandes blanches.

## Logo

Évolution du logo
Premier logo du PUC créé par Louis Lebel sous forme de blason.
Logo du PUC dans les années 80.
Logo dans les années 90.
Logo dans les années 2000.
Logo actuel.

## Résultats sportifs

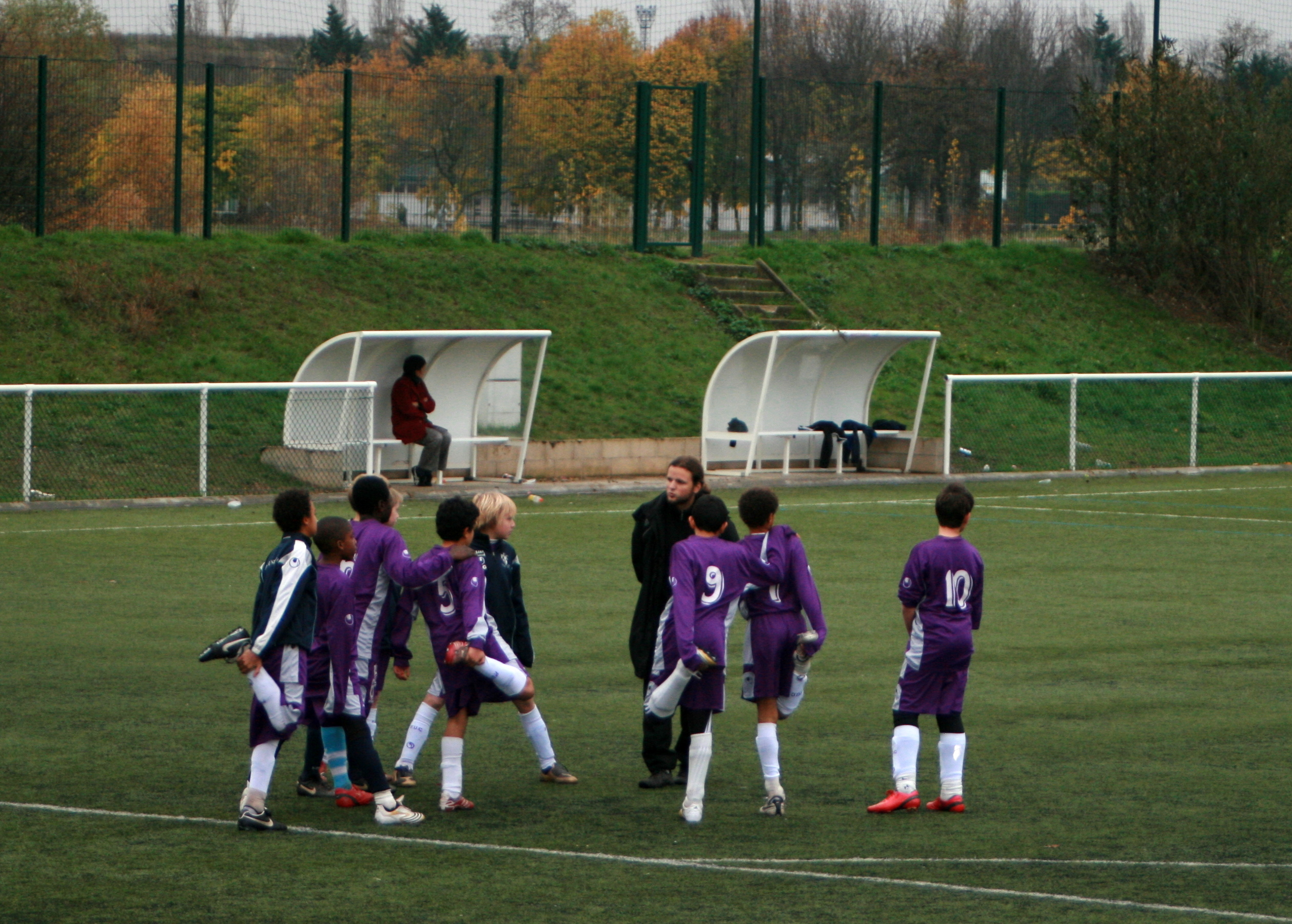
Jeunes footballeurs du PUC.

- 102 ont participé à des Jeux olympiques, ils y ont obtenu vingt-quatre médailles dont douze d'Or[4] ;
- Les athlètes handisport athlétisme ont remporté 5 médailles aux Jeux paralympiques de Pékin 2008[5].

## Structures

### Installations
- Stade Charléty, dont le terrain d'honneur, le terrain synthétique, la salle Charpy, salle Boisset, le PUC Social Club, les courts de tennis.
- Stade Dalmasso, stade ouest, gymnase des Arts et Métiers, au sein de la Cité internationale universitaire de Paris
- Stade Pershing[6], terrain annexe de base-ball,
- Vélodrome Jacques-Anquetil (La Cipale), terrain de rugby.

### Sections
Le PUC compte 30 sections différentes pour 65 disciplines, dont :
- Aïkido
- Athlétisme
- Athlétisme handisport
- Badminton
- Baseball
- Basket-ball
- Boxe française
- Boxe thaï
- Bridge
- Cricket
- Danses
- Echecs
- Escalade
- Esport
- Escrime
- Floorball
- Football
- Golf
- Handball
- Hockey sur gazon
- Judo
- Lutte
- Marche
- MMA
- Multisports
- Natation
- Préparation physique
- Roller
- Rugby à XV
- Sambo
- Ski
- Softball
- Squash
- Tai-Chi
- Tennis
- Théâtre
- Triathlon
- Trottinette
- Ultimate frisbee
- Vélo
- Volley-ball